# ایل مانیفستو
ایل مانیفستو (به انگلیسی: il manifesto) یک روزنامه ایتالیایی است که در رم، ایتالیا منتشر می‌شود. این رسانه گرچه خود را کمونیستی می‌نامد، اما به هیچ حزب سیاسی وابسته نیست.

## تاریخچه
روزنامه ایل مانیفستو در ۱۹۶۹ توسط جمعی از روزنامه‌نگاران چپگرا که طیفی از فعالین چپ ایتالیا بودند، تأسیس شد. بنیان‌گذاران آن شامل لویجی پینتور، والنتینو پارلاتو، لوچیو ماگری و روسانا روساندا بودند و در آوریل ۱۹۷۱، به یک روزنامه چپ‌گرا تبدیل شد. هرچند این روزنامه منتقد سیاست‌های حزب کمونیست ایتالیا (PCI) بود، اما در بین بسیاری از طرفداران حزب که آن را منتقد و مستقل‌تر از روزنامهٔ حزب می‌دیدند، محبوب بود.
در ۱۹۹۱ این روزنامه بعد از انحلال حزب کمونیست و تأسیس حزب دموکراتیک چپ از آن حمایت نکرد، اما مواضع مستقل خود را در بین نیروهای چپ ایتالیا حفظ کرد.
ایل مانیفستو در ایتالیا به تیترهای تلخ و طعنه‌آمیز و انتخاب هوش‍یارانه عکس‌هایش شناخته می‌شود. به عنوان مثال، روز انتخاب پاپ بندیکت شانزدهم، در صفحه اول ایل مانیفستو عکس بزرگی از پاپ تازه انتخاب‌شده را همراه با تیتر طنزآمیز «چوپان آلمانی» منتشر کرد.
والنتینو پارلاتو سردبیر سابق این روزنامه بود و هم‌اکنون نورما رانجری و توماسو دی فرانچسکو مدیران کنونی آن هستند.
در ۲۱ دسامبر ۲۰۰۰ دفتر این روزنامه در رم توسط یک نئوفاشیست به‌نام آندره اینساباتو که در ارتباط با نیوکلی آرماتی ریولوزیوناری و ترزا پوزیون بود، با یک بمب دستی مورد حمله قرار گرفت که بر اثر انفجار بمب، آندره به‌طور جدی زخمی شد، وی تنها فرد مصدوم در این حادثه بود.
جولیانا سگرنا، خبرنگار این روزنامه بود که در فوریه ۲۰۰۵ توسط شورشیان عراقی ربوده شد و در ۴ مارس آزاد گردید. هنگام آزاد شدن وی در عملیات نجات، وسیله نقلیه حامل جولیانا توسط نیروهای آمریکایی مورد اصابت قرار گرفت که در آن یک نیروی امنیتی ایتالیایی به قتل رسید و این موضوع به یک مسئله جنجالی تبدیل شد.
از زمان تأسیس این روزنامه شخصیت‌های برجسته ادبی ایتالیایی مانند استفانو بننی شاعر طنزگونه، اری دلوکا رمان‌نویس و اومبرتو اکو فیلسوف و زبان‌شناس ایتالیایی ایفای نقش داشته‌اند.

## مشکلات مالی
در اواخر دهه ۲۰۰۰، کمک‌های دولتی به رسانه‌ها در ایتالیا کم شد و شروع کار ایل مانیفستو در آن سال با زیان همراه بود. از آنجا که مالکیت این روزنامه متعلق به یک شرکت تعاونی مربوط به جمعی از روزنامه‌نگاران بود، در فوریه ۲۰۱۲ به‌طور قانونی منحل گردید. در نتیجه در ژوئیه ۲۰۱۶ این تعاونی با کمک کمپین مشترکین خود خرید مجدد امتیاز این روزنامه را اعلام کرد که در این کار موفق بود.

## تیراژ
ایل مانیفستو دارای تیراژ ۲۴۷۲۸ نسخه در ۲۰۰۸، ۲۲۱۴۰ نسخه در ۲۰۰۹ و ۱۸۹۷۸ نسخه در ۲۰۱۰ بوده است. تیراژ آن تا سال ۲۰۱۴ به ۱۰۵۱۶ نسخه کاهش یافت.

## سردبیران
- لوئیجی پینتور (۲۸ آوریل ۱۹۷۱–۱۹ سپتامبر ۱۹۷۵)
- والنتینو پارلاتو (۱۹ سپتامبر ۱۹۷۵–۱۸ فوریه ۱۹۷۶)
- لوئیجی پینتور، لوسیانا کاستلینا، پینو فراری، ویتوریو فوآ، والنتینو پارلاتو و روسانا روساندا (۱۸ فوریه ۱۹۷۶–۳ ژوئیه ۱۹۷۶)
- لوسیانا کاستلینا، والنتینو پارلاتو و روسانا روساندا (۳ ژوئیه ۱۹۷۶–۲ مارس ۱۹۷۸)
- والنتینو پارلاتو (۲ مارس ۱۹۷۸ - نوامبر ۱۹۸۵)
- رینا گاگلیاردی و مائورو پاسان (نوامبر ۱۹۸۵ - نوامبر ۱۹۸۶)
- والنتینو پارلاتو (ژانویه ۱۹۸۸ - ژوئیه ۱۹۹۰)
- ساندرو مدیچی (ژوئیه ۱۹۹۰ - نوامبر ۱۹۹۱)
- لوئیجی پینتور (نوامبر ۱۹۹۱ - اکتبر ۱۹۹۵)
- والنتینو پارلاتو (اکتبر ۱۹۹۵ - مارس ۱۹۹۸)
- ریکاردو بارنگی (مارس ۱۹۹۸ - دسامبر ۲۰۰۳)
- اریوسیا سیوتا و گابریل پولو (دسامبر ۲۰۰۳ - ژوئن ۲۰۰۹)
- والنتینو پارلاتو (ژوئن ۲۰۰۹–۴ مه ۲۰۱۰)
- نورما رانگری (از ۴ مه ۲۰۱۰)